# Långtjärnen (Umeå socken, Västerbotten, 711006-170429)
Långtjärnen är en sjö i Umeå kommun i Västerbotten och ingår i Tavelåns huvudavrinningsområde. Sjön har en area på 0,0741 kvadratkilometer och ligger 126,9 meter över havet.

## Delavrinningsområde
Långtjärnen ingår i det delavrinningsområde (711061-170417) som SMHI kallar för Inloppet i Tavelsjön. Medelhöjden är 172 meter över havet och ytan är 12,33 kvadratkilometer. Det finns inga avrinningsområden uppströms utan avrinningsområdet är högsta punkten. Tavelån som avvattnar avrinningsområdet har biflödesordning 2, vilket innebär att vattnet flödar genom totalt 2 vattendrag innan det når havet efter 48 kilometer. Avrinningsområdet består mestadels av skog (84 procent). Avrinningsområdet har 0,11 kvadratkilometer vattenytor vilket ger det en sjöprocent på 0,9 procent.